# Pakistanische Cricket-Nationalmannschaft in Australien in der Saison 2019/20
Die Tour der pakistanischen Cricket-Nationalmannschaft nach Australien in der Saison 2019/20 fand vom 31. Oktober bis zum 2. Dezember 2019 statt. Die internationale Cricket-Tour war Bestandteil der Internationalen Cricket-Saison 2019/20 und umfasste zwei Tests und drei Twenty20s. Die Tests waren Bestandteil der ICC World Test Championship 2019–2021. Australien gewann die Twenty20-Serie und die Test Serie jeweils 2–0.

## Vorgeschichte
Australien spielte zuvor eine Tour gegen Sri Lanka, Pakistan eine Tour gegen Sri Lanka. Das letzte Aufeinandertreffen der beiden Mannschaften bei einer Tour fand in der Saison 2018/19 in den Vereinigten Arabischen Emiraten statt.

## Stadien
Die folgenden Stadien wurden für die Tour als Austragungsort vorgesehen.
| Stadion               | Stadt    | Kapazität | Spiele  |
| --------------------- | -------- | --------- | ------- |
| Adelaide Oval         | Adelaide | 53.583    | 2. Test |
| The Gabba             | Brisbane | 42.000    | 1. Test |
| Manuka Oval           | Canberra | 12.000    | 2. T20  |
| Perth Stadium         | Perth    | 60.000    | 3. T20  |
| Sydney Cricket Ground | Sydney   | 48.000    | 1. T20  |

## Kaderlisten
Australien benannte seinen Twenty20-Kader am 8. Oktober und seinen Test-Kader am 14. November 2019.
Pakistan benannte seine Kader am 21. Oktober 2019.
| Test | Test | Twenty20 | Twenty20 |
| Australien | Pakistan | Australien | Pakistan |
| --- | --- | --- | --- |
| - Tim Paine (K) - Pat Cummins (VK) - Travis Head (VK) - Cameron Bancroft - Joe Burns - Josh Hazlewood - Marnus Labuschagne - Nathan Lyon - Michael Neser - James Pattinson - Steve Smith - Mitchell Starc - Matthew Wade (wk) - David Warner | - Azhar Ali (K) - Abid Ali - Asad Shafiq - Babar Azam - Haris Sohail - Iftikhar Ahmed - Imam-ul-Haq - Imran Khan - Kashif Bhatti - Mohammad Abbas - Mohammad Rizwan (wk) - Muhammad Musa - Naseem Shah - Shaheen Afridi - Shan Masood - Yasir Shah | - Aaron Finch (K) - Alex Carey (VK, wk) - Pat Cummins (VK) - Ashton Agar - Sean Abbott - Glenn Maxwell - Ben McDermott - Kane Richardson - D’Arcy Short - Steve Smith - Billy Stanlake - Mitchell Starc - Ashton Turner - Andrew Tye - David Warner - Adam Zampa | - Babar Azam (K) - Asif Ali - Fakhar Zaman - Haris Sohail - Iftikhar Ahmed - Imad Wasim - Imam-ul-Haq - Khushdil Shah - Mohammad Amir - Mohammad Hasnain - Mohammad Irfan - Muhammad Musa - Mohammad Rizwan (wk) - Shadab Khan - Usman Qadir - Wahab Riaz |

## Tour Match
| 31. Oktober Scorecard | Sydney | Cricket Australia XI 134-6 (20)  | – | Pakistanis 138-4 (17.5) |
|                       |        | Pakistanis gewinnt mit 6 Wickets |   |                         |

| 11. – 13. November Scorecard | Perth (PS) | Pakistanis 428 (118) & 152-3d (40.5) | – | Australia A 122 (56.4) & 91-2 (35) |
|                              |            | Remis                                |   |                                    |

| 15. – 16. November Scorecard | Perth (WACA) | Pakistanis 386-7d (90) | – | Cricket Australia XI 246-7 (79.5) |
|                              |              | Remis                  |   |                                   |

## Twenty20 Internationals

### Erstes Twenty20 in Sydney
| 3. November Scorecard | Sydney | Pakistan 107-5 (15/15) | – | Australien 41-0 (3.1/15) |
|                       |        | No Result              |   |                          |

### Zweites Twenty20 in Canberra
| 5. November Scorecard | Canberra | Pakistan 150-6 (20)              | – | Australien 151-3 (18.3) |
|                       |          | Australien gewinnt mit 7 Wickets |   |                         |

### Drittes Twenty20 in Perth
| 8. November Scorecard | Perth | Pakistan 106-8 (20)               | – | Australien 109-0 (11.5) |
|                       |       | Australien gewinnt mit 10 Wickets |   |                         |

## Tests

### Erster Test in Brisbane
| 21. – 24. November Scorecard | Brisbane | Pakistan 240 (86.2) & 335 (84.2)                | – | Australien 580 (157.4) |
|                              |          | Australien gewinnt mit einem Innings und 5 Runs |   |                        |

Der Pakistaner Naseem Shah war mit 16 Jahren der jüngste Spieler der in und gegen Australien bisher sein Test-Debüt bestritt.

### Zweiter Test in Adelaide
| 29. November – 2. Dezember Scorecard | Adelaide | Australien 589-3d (127)                          | – | Pakistan 302 (94.4) & 239 (82) (f/o) |
|                                      |          | Australien gewinnt mit einem Innings und 48 Runs |   |                                      |

Der Australier David Warner erzielte im australischen Innings mit 335 Runs ein Triple-Hundred.